# 아시아줄무늬다람쥐속
아시아줄다람쥐속(Tamiops)은 다람쥐과에 속하는 설치류 분류군이다. 4종을 포함하고 있다. 아시아에서 발견되는 작은 줄무늬 나무 다람쥐류이다. 머리부터 몸까지 길이가 10~13cm이다. 푸남불루스속 그리고 다람쥐속 다람쥐류와 혼동을 일으키기도 한다. 다른 다람쥐류와 달리 작고 둥글며 끝이 흰 귀를 가지고 있다. 검은 색의 세로 줄무늬가 등 중앙에 나 있으며, 희미한 두 줄의 세로 줄무늬가 양 쪽으로 평행하게 있다. 이 연한 줄무늬는 진한 갈색 줄무늬로 분리된다. 일부 국가에서는 애완 동물로 키워진다.

## 하위 종
- 히말라야줄무늬다람쥐 (Tamiops mcclellandii)
- 타이완줄무늬다람쥐 (Tamiops maritimus)
- 캄보디아줄무늬다람쥐 (Tamiops rodolphii)
- 스윈호줄무늬다람쥐 (Tamiops swinhoei)